# Ivan il Terribile (guardia di Treblinka)
Ivan il Terribile è il soprannome dato a un criminale di guerra che lavorò come guardia del campo di sterminio di Treblinka. Allude al famigerato zar di Russia Ivan IV, detto Ivan il Terribile. Questo nome divenne noto a livello internazionale in seguito al processo di John Demjanjuk del 1986. La letteratura sui sopravvissuti (Rok w Treblince di Jankiel Wiernik, in inglese A Year in Treblinka, del 1945) menziona una guardia di nome "Ivan" che nel 1944 condivise i compiti e il comportamento estremamente violento con una guardia di nome "Nicholas".
John Demjanjùk fu il primo ad essere accusato di essere l'Ivan il Terribile di Treblinka; fu giudicato colpevole di crimini di guerra e condannato a morte per impiccagione. Successivamente dagli archivi sovietici usci fuori del materiale a sua discolpa, e alcune identificazioni contrastanti fecero identificare Ivan il Terribile come un certo Ivàn Màrchenko, portando così la Corte suprema di Israele ad assolvere Demjanjuk nel 1993 per un ragionevole dubbio. Demjanjuk fu estradato in Germania e condannato nel 2011 per crimini di guerra per aver prestato servizio nel campo di sterminio di Sobibór.

## Contesto storico
Treblinka fu gestita da 20-25 sorveglianti SS e da 80-120 guardie Hiwi di varie etnie, inclusi i prigionieri di guerra russi e ucraini dell'Armata Rossa; sia i sorveglianti che le guardie venivano assistiti da un gruppo di detenuti ebrei, noti come Kapo, sfruttati in qualità di responsabili dei prigionieri.
Il nome Ivan non fu insolito: è infatti un nome ucraino, russo e bielorusso molto diffuso. I Volksdeutsche normalmente avevano nomi propri slavi, per esempio Ivan Klatt, che prestò servizio nel campo di sterminio di Sobibor come capo della guardia ucraina.
Secondo Rajchman, a Treblinka lavoravano 6 uomini di nome Ivan. La stragrande maggioranza delle guardie Hiwi addestrate presso il campo di Trawniki dovette fare i conti con i problemi linguistici; i Volksdeutsche erano apprezzati perché conoscevano il tedesco, le varie lingue slave, in alcuni casi anche lo yiddish di base. Il comando SS tedesco e austriaco, i polacchi locali e i detenuti ebrei spesso chiamavano le guardie "ucraine" non solo per la loro etnia o provenienza dall'Ucraina, ma perché  tra loro parlavano ucraino nonostante la maggior parte dei comandanti fossero Volksdeutsche.

## Mansioni nel campo
Tra le varie guardie di nome "Ivan" a Treblinka, Ivan il Terribile era considerato un ucraino. Aveva il compito di azionare i due motori dei carri armati per alimentare le camere a gas, motori installati e messi a punto dall'SS-Scharführer Erich Fuchs.
Il sopravvissuto all'Olocausto Chil Rajchman testimoniò che Ivan aveva circa 25 anni quando operò nel campo distinguendosi per la sua estrema crudeltà: era infatti solito tagliare le orecchie ai lavoratori mentre passavano, e queste persone erano costrette a continuare a lavorare mentre sanguinavano; poco dopo procedeva ad ucciderli. Torturava le vittime con le spranghe, una spada e le fruste prima di farle entrare nelle camere a gas.

## Il problema dell'identità
La vera identità di "Ivan il Terribile" non fu determinata in modo certo e definitivo. Per tutti gli anni '70 e '80 venne accusato di esserlo John Demjanjuk, un lavoratore di origine ucraina emigrato negli Stati Uniti; fu processato in Israele nel 1988 e condannato a morte, ma la condanna fu annullata.
Durante il processo in Israele, il testimone chiave dell'accusa Eliyahu Rosenberg fu protagonista di un evento straordinario. Alla domanda dell'accusa se riconosceva Demjanjuk, Rosenberg gli chiese di togliersi gli occhiali ("Così posso vedere i suoi occhi"), si avvicinò e ne scrutò da vicino il volto. Quando Demjanjuk sorrise e gli porse la mano, Rosenberg indietreggiò e gridò:«Грозный! (Gròzny!)» che significa "terribile" in russo. "Ivan", disse Rosenberg. "Lo dico senza esitazione, senza la minima ombra di dubbio. È Ivan di Treblinka, delle camere a gas, l'uomo che sto guardando ora". Disse alla corte fissando Demjanjuk: "Ho visto i suoi occhi, ho visto quegli occhi assassini", e poi esclamò direttamente verso Demjanjuk: "Come osi allungare la mano, assassino che sei!"
In seguito si seppe che in una deposizione del 1947 Eliyahu Rosenberg aveva detto che "Ivan il Terribile" fu ucciso durante una rivolta dei prigionieri. Il 29 luglio 1993 la Corte suprema israeliana annullò il verdetto di colpevolezza in appello. La sentenza si basò su nuove prove, le dichiarazioni scritte di 37 ex guardie di Treblinka (alcune erano già state giustiziate dall'Unione Sovietica, altre morte di vecchiaia, quindi non poterono essere interrogate) che identificarono Ivan il Terribile come un altro uomo di nome Ivan Marchenko (forse Marshenko, o Marczenko). Un documento descriveva Ivan il Terribile con i capelli castani, gli occhi color nocciola, la faccia squadrata e una grande cicatrice fino al collo; Demjanjuk invece era biondo scuro con occhi grigi, dalla faccia tonda e nessuna cicatrice del genere.
Secondo una testimonianza, Marchenko fu visto l'ultima volta in Jugoslavia nel 1944. Secondo Nikolày Shalàyev, un operatore russo delle camere a gas di Treblinka, lui e Marchenko, insieme a due tedeschi e due ebrei, azionavano il motore che immetteva il gas di scarico nelle camere a gas. Nel luglio 1943 Shalayev e Marchenko furono trasferiti da Treblinka a Trieste, dove Marchenko fu incaricato di sorvegliare i magazzini tedeschi e una prigione locale. Nel 1944, mentre le forze alleate si avvicinavano, Marchenko e un autista di nome Gregory "fuggirono in un'auto blindata in Jugoslavia unendosi ai partigiani". Shalayev incontrò Marchenko l'ultima volta nella primavera del 1945 a Fiume, dove lo vide uscire da un bordello. Marchenko disse a Shalayev che si era unito ai partigiani jugoslavi. Nel 1962 le autorità sovietiche lo stavano ancora cercando.
I documenti sovietici sollevarono dubbi abbastanza ragionevoli da riconsiderare la figura di Demjanjuk e annullare la sua condanna. Alcune delle prove che portarono al rilascio di Demjanjuk nel 1993 vennero alla luce negli anni precedenti e furono volontariamente nascoste agli israeliani dall'Office of Special Investigations (OSI) del Dipartimento di Giustizia degli Stati Uniti, che spinse Israele ad accusare Demjanjuk di essere Ivan il Terribile.
Gilbert S. Merritt Jr., giudice della Corte d'Appello degli Stati Uniti, disse della gestione del caso Demjanjuk da parte dell'OSI: "Oggi sappiamo che loro (l'OSI, l'accusa nel caso e il Dipartimento di Stato) mentirono spudoratamente. Anche allora sapevano senza dubbio che Demjanjuk non era Ivan il Terribile, ma ci hanno nascosto l'informazione. Mi dispiace di non aver avuto l'informazione in quel momento. Se l'avessimo avuta, non avremmo mai pronunciato la sentenza a favore della sua estradizione in Israele". Merritt affermò che ciò che accadde in aula fu "a dir poco una caccia alle streghe. In retrospettiva, mi ricorda i processi alle streghe a Salem, in Massachusetts di 300 anni fa. L'accusa, consigliata dall'OSI, presentò i documenti e i testimoni, la cui testimonianza si basò su emozioni e isteria, ma non su prove concrete. Con mio rammarico, ci abbiamo creduto. Questa istanza è un ottimo esempio di come la giustizia può essere distorta."
In seguito John Demjanjuk fu estradato in Germania con l'accusa di essere un'altra guardia, di nome Ivan Demjanjuk, che prestò servizio nel campo di sterminio di Sobibor. Durante il processo, l'identità tornò ad essere il problema chiave. Demjanjuk affermò di non essere l'Ivan Demjanjuk che si presume fosse una guardia a Sobibor, e che la carta d'identità del Trawniki fornita dall'OSI alla Germania, su cui l'accusa basò il caso, fu un falso del KGB sovietico. Il 12 maggio 2011 Demjanjuk fu condannato in attesa di appello da un tribunale penale tedesco per essere stato una guardia nel campo di sterminio di Sobibor. L'appello di Demjanjuk non era ancora stato ascoltato dalla Corte d'appello tedesca quando morì nel marzo 2012. Di conseguenza, il tribunale distrettuale tedesco di Monaco lo dichiarò un "presunto innocente", confermando anche che la precedente condanna provvisoria di Demjanjuk era stata invalidata e che Demjanjuk era stato assolto da qualsiasi precedente penale.
Ivan Marchenko non fu inserito nella lista dei nazisti più ricercati. Se fosse ancora vivo, nel 2021 avrebbe avuto 110 anni, quindi è improbabile che venga processato. Il documentario Netflix Il boia insospettabile (in inglese: The Devil Next Door) mostra dei documenti che riportano come data di nascita di Ivan Marchenko il 2 marzo 1911. Lo stesso documentario fa vedere alcuni documenti in cui Demjanjuk mostra il nome da nubile di sua madre quale Marchenko.